# الكسندر ليند (لاعب كرة قدم)
الكسندر ليند (بالدنماركية: Alexander Lind)‏ هو لاعب كرة قدم دنماركي، ولد في 26 يونيو 2002 في Hørning ‏ في الدنمارك.

## وصلات خارجية
- الكسندر ليند على موقع قاعدة بيانات كرة القدم.إي يو (الإنجليزية)
- الكسندر ليند على موقع Soccerway.com (الإنجليزية)
- الكسندر ليند على موقع عالم كرة القدم.نت (الإنجليزية)